# Ганьковичи (Львовская область)
Ганьковичи (укр. Ганьковичі) — село в Шегининской сельской общине Яворовского района Львовской области Украины.
Население по переписи 2001 года составляло 188 человек. Занимает площадь 0,813 км². Почтовый индекс — 81352. Телефонный код — 3234.